# 2MASS J15472723+0336361
2MASS J15472723+0336361 ist ein etwa 300 Lichtjahre von der Erde entfernter Brauner Zwerg im Sternbild Schlange. Er wurde 2002 von Suzanne L. Hawley et al. entdeckt.
Er gehört der Spektralklasse L2 an; seine Oberflächentemperatur beträgt 1300 bis 2000 Kelvin. Wie bei anderen Braunen Zwergen der Spektralklasse L dominieren auch in seinem Spektrum Metallhydride und Alkalimetalle. Seine Position 
verschiebt sich aufgrund seiner Eigenbewegung jährlich um 0,08157 Bogensekunden.